# Alexanderteknik
Alexanderteknik er en undervisningsform, der er opkaldt efter Frederick Matthias Alexander, (F.M.) født i Tasmanien i 1869, død i London i 1955. Det er fortrinsvist solo-undervisning og kan beskrives som neurofysisk træning, hvor man fokuserer på samspillet mellem tyngdekraften , kroppens mekanik og bevidstheden. Undervisningen kan blandt andet have en behandlende effekt for smerteplagede eller stressramte, men der er mange andre individuelle grunde til at lære alexanderteknik; for eksempel for at arbejde med eget potentiale.
Specielle begreber for alexanderteknik
- Et af formålene med alexanderteknik er at få en større sansemotorisk/kinæstetisk bevidsthed, (proprioception)[4] i forhold til hvordan man ligger, står, sidder, går og bevæger sig. Dermed kan man tydeligere registrere, når det sker på en uhensigtsmæsig (nedslidende, smertefrembringende eller trættende) måde. En øget sansemotorisk bevidsthed er udgangspunkt for justering af balance, koordination og muskeltonus[5].

- Et andet nøgleord i alexanderteknik er ”inhibition”, på dansk ”begrænsning” eller ”at afstå fra noget”. Hensigten er at begrænse eller standse uhensigtsmæssige vaner, som man ubevidst har opøvet gennem livet, og som er en del af ens automatiske bevægelsesmønster.

- Et tredje nøgleord er ”direction”, altså ”anvisninger til sig selv”. Såvel ”inhibition” som ”direction” er mentalt arbejde, hvilket betyder, at alexanderteknik er en tilgang til såvel højere fysisk som mental bevidsthed om egen måde at agere på. Nogle beskriver teknikken som ”Embodied Mindfulness[6]”[7], andre som ”Awareness in Action”.

- Et fjerde nøglebegreb er ”fejlagtig fortolkning af sanseindtryk”, på engelsk ”faulty sensory perception”. Det betyder i forhold til menneskets sansning af eget muskel-skelet, at den subjektive sansning ikke nødvendigvis stemmer overens med den objektive observation. F.M. mente, at menneskets sansemotoriske bevidsthed generelt befinder sig på et lavt niveau, og at det ikke uden uddannelse er i stand til at vurdere objektivt, om det gør det, det tror, det gør. Han konkluderede efter års studier af sig selv og andre, at denne ”fejlagtige fortolkning af sanseindtryk” hindrer os i at have det mest hensigtsmæssige bevægelses- og reaktionsmønster. Undervisningen sigter på at udvikle elevens egen motoriske sansning, så den stemmer med den objektive stilstand eller bevægelse. F.M. Alexanders beskrivelse af, hvordan han fandt frem til dette begreb er beskrevet i The Use of the Self[8], på dansk Bedre brug af sig selv[9].

Bevidsthed
F.M. Alexander gentager i sine værker, at det er en bydende nødvendighed at bruge bevidstheden i sit arbejde med sig selv. Ifølge ham kan ingen elev kan udvikle sig, med mindre han/hun i undervisningen er nærværende, retter sin opmærksomhed indad såvel som udad (dvs. har åbne øjne, så man stadig forholder sig til virkeligheden) og bruger inhibition og direction som guide. Derfor er alexanderteknik også mental træning, som har mindelser om mindfulness, selvom det som oftest har et udgangspunkt i koordination af muskel-skeletsystemet.
Proces
Alexanderteknik er procesorienteret, da man først og fremmest studerer måden, man udfører en bevægelse på, i modsætning til, at den skal opfylde bestemte stilmæssige kriterier eller udføres efter bestemte mål i forhold til tid eller rum. F.M. konkluderede bl.a., at det at være optaget af målet (”endgaining”) for en given bevægelse eller opgave påvirker udførelsen af den i en grad, så det hindrer det bedste resultat. Forskning fra 2019 om alexanderteknik og ”endgaining” kan være en forklaring på dette: - Fik deltagerne i studiet en instruks, som gik ud på at udføre en opgave med målrettethed som udgangspunkt, var deltagernes reaktion ubevidst at spænde i nakken og føre hovedet fremad i forhold til rygsøjlen. Anden forskning fra 2017 viser, at en sådan nakkespænding påvirker resten af bevægeapparatet ("spreading") og virker restriktivt i forhold til at udføre en fri bevægelse. Bevægelsen er derfor mindre effektiv i forhold til, hvis den bliver udført uden nakkespænding.
Forskning
F.M. Alexander selv var ikke meget for, at andre forskede i hans arbejde, da han mente, at hans principper let kunne misforstås af forskere og formidlere, der ikke selv havde arbejdet med den i praksis. Der er dog blevet forsket i teknikken siden 1940-erne med Wilfred Barlow og nogle år senere professor Frank Pierce Jones som pionerer; Barlow udgav sin første artikel i 1946 mens Pierce Jones i 1960erne benyttede EMG (elektromyografi) i sin forskning. Siden er der er udført flere hundrede forskningsprojekter om alexanderteknik globalt. Imidlertid har de fleste studier haft karakter af at være små og ikke-randomiserede og kontrollerede. Det mest veldokumenterede projekt, som omhandlede reduktion af kroniske lændesmerter, blev publiceret i 2008, ATEAM
Forskning i alexanderteknik er bevægelses-videnskab, (”motor control”) omhandlende nervesystem og mentale processer, som styrer bevægelse, balance og posturale mekanismer. Forskningsfelter har relation til biomekanik, neurovidenskab, psykologi, fysiologi samt kinæstesi, genoptræning (=medicinsk rehabilitering), idrætsforskning og fænomenologi.
Eksempler på konkrete forskningprojekter er undersøgelse af alexandertekniks indvirkning på kroniske smerter i bevægeapparatet, stress forebyggelse og -coping, performance, ergonomi, effektivitet og kommunikation.
Nye registrerings- og målemetoder gør det i dag muligt at beskrive mere præcist end tidligere, hvordan erfarne og u-erfarne alexanderteknik-brugere adskiller sig i forhold til at løse givne fysiske og cognitive opgaver.
Udbredelse
F.M. Alexander opdagede i slutningen af 1800-tallet, hvordan han ikke bare kunne komme sit eget stemmeproblem til livs men også andre muskel-skelet-problemer ved at arbejde med omtalte begreber, som han udviklede og afprøvede på egen krop, og som han senere fik defineret og viderebragt til elever. De er nedfældet i hans værker og lært af studerende, der siden 1930erne har uddannet sig som lærere i alexanderteknik. Uddannelsen er stadig privat og baseret på mesterlære. Der findes uddannelser rundt om i verden, flest i de engelsktalende lande. Der findes flere internationale netværk for lærere i alexanderteknik. Siden 1986 er der blevet holdt en verdenskonference om alexanderteknik hvert 3. år. I 2015 i Limerick, Irland, var deltagerantallet 740, i Chicago i 2018 610. Undervisning i alexanderteknik er obligatorisk på musikkonservatorier samt skuespiller- og danseuddannelser især i de engelsktalende lande.
Historie
F.M. Alexander blev født på Tasmanien i 1869. I 1890erne gik han i gang med at studere sit åndedræts- og bevægelsesmønster, fordi han havde udviklet et stemmeproblem i sine bestræbelser på at opnå status som professionel skuespiller. Han afprøvede sine opdagelser på sin egen bror A.R. Alexander, hvilket bestyrkede ham i antagelsen om, at hans idéer ikke var noget, der kun var relevant for ham selv, men også for andre. Han flyttede til London i 1904, hvor han grundlagde sin undervisningspraksis, som var blomstrende indtil han døde i 1955. I starten kaldte han sit arbejde for ”The Respiratory Method”, siden blot ”The Work”. Det var en flok alexandertekniklærere, der i 1940-erne begyndte at kalde arbejdet for ”Alexander Technique”, altså alexanderteknik.
Fra 1924 til 1943 havde han tilknyttet sin praksis en skole for børn, ”The Little School”, som var ledet af den Montessori -uddannede lærer Irene Tasker. Her fik børnene en skolegang, som tog udgangspunkt i alexanderteknik; teknikken indgik i alle fag på skemaet og var således en essentiel del af undervisningen. I 1931 startede han det første hold af studerende, der i første omgang fik en 4-årig uddannelse som lærere i alexanderteknik, siden 3-årig.
I hele den første halvdel af det 1900. århundrede havde F.M. både tilhængere (især hans elever, heraf en del skuespillere, sangere og læger) og arge modstandere. I 1948 blev han i Sydafrika anklaget for kvaksalveri, men han blev frifundet.
I 1973 brugte nobelprismodtager Nikolaas Tinbergen en stor del af sin takketale til at omtale F.M.s livsværk.
Referencer
1. ↑  Neurofysiologi
2. ↑  Gravitation
3. ↑  Mekanik
4. ↑  Proprioception
5. ↑  Muscle tone
6. ↑  Mindfulness
7. ↑  Mindfulnessbaseret stressreduktion
8. ↑  Alexander, FM The Use of the Self, E. P. Dutton (New York, 1932), Methuen (London, 1932), genudgivet af Orion Publishing, 2001
9. ↑  Alexander, FM Bedre brug af sig selv, på dansk af Birgit Nedergaard-Larsen, udgivet i 1995, 2. oplag 1998, Novis Publishing
10. ↑  Neck posture is influenced by anticipation of stepping
11. ↑  The Science of Inhibition and End-gaining - Alexander Technique Science
12. ↑  Jean M. O. Fischer: A Companion to the Alexander Technique, Wilfred Barlow´s Research, www.mouritz.org
13. ↑  Jean M. O. Fischer: A Companion to the Alexander Technique, Frank P. Jones´ Research www.mouritz.org
14. ↑  Elektromyografi
15. ↑  Randomised controlled trial of Alexander technique lessons, exercise, and massage (ATEAM) for chronic and recurrent back pain | The BMJ
16. ↑  Biomechanics
17. ↑  Psykologi
18. ↑  Fysiologi
19. ↑  Kinesiology
20. ↑  Rehabilitering
21. ↑  Fænomenologi
22. ↑  F.M. Alexander
23. ↑  Alexander Technique
24. ↑  Maria Montessori
25. ↑  Nikolaas Tinbergen

Litteratur
- Alexander, FM Man's Supreme Inheritance, Methuen (London, 1910), revideret 1918, senere udgaver i 1941, 1946, 1957, redigeret og genudgivet i 2002, Mouritz
- Alexander, FM Constructive Conscious Control of the Individual, E. P. Dutton (USA,1923), Methuen (London, 1924), revideret 1946, redigeret og genudgivet 2004, Mouritz
- Alexander, FM The Use of the Self, E. P. Dutton (New York, 1932), Methuen (London, 1932), genudgivet af Orion Publishing, 2001
- Alexander, FM Bedre brug af sig selv, på dansk af Birgit Nedergaard-Larsen, udgivet i 1995, 2. oplag 1998, Novis Publishing
- Alexander, FM The Universal Constant in Living, E. P. Dutton (New York, 1941), Chaterson (London, 1942), senere udgaver 1943, 1946, redigeret og genudgivet 2000, Mouritz
- Alexander, FM Articles and Lectures, Mouritz (UK, 1995 – A posthumous compilation of articles, published letters and lectures)
- Bloch Michael The Life of Frederick Matthias Alexander, Hachette UK, 2011
- Stratil, Regina Irene Tasker – Her Life and Work with the Alexander Technique, Mouritz, 2020

Arkiv: adgang til Frank Pierce Jones forskningsarkiv Arkiveret 30. oktober 2020 hos  Wayback Machine
Forlag: udgiver udelukkende bøger med relevans til alexanderteknik
Forskning: artikel fra 2019
Organisationer: Society for teachers of the Alexander Technique STAT - Dansk Forening for Lærere i AlexanderteknikDFLAT - Alexander Technique International
Internationale konferencer:
I 2022, Berlin Arkiveret 31. oktober 2020 hos  Wayback Machine- I 2018, Chicago- I 2015, Limerick Arkiveret 31. oktober 2020 hos  Wayback Machine